# 黃智陽
黃智陽（1966年—），別名黃陽，臺灣高雄人，臺灣當代書法藝術家、研究者。畢業於屏東師範專科學校、國立臺灣師範大學美術研究所碩士、中國美術學院書法博士，現任華梵大學美術學系教授兼任系主任、軍訓室代理主任、書院教育長及人文與藝術學院院長。書法作品多以傳統書藝精神為基底，透過現代美術的直率造型與生活化語彙，開展自身風格。

## 生平經歷
黃智陽，別名黃陽，1966年生於臺灣高雄，畢業於屏東師範專科學校、國立臺灣師範大學美術研究所碩士、中國美術學院書法博士。歷任何創時書法藝術基金會主任，國立臺灣師範大學美術系兼任教授、中國美術學院現代書法研究中心研究員，現任華梵大學美術學系教授、人文與藝術學院院長。
黃智陽自幼喜愛書法，曾接受杜忠誥、郭春甫、江育民等人指導，臨摹歷代碑帖並熟稔各類書體。就讀國立臺灣師範大學美術學系水墨創作碩士時，受傅佑武、鄭善禧、袁金塔等人影響，探索如何兼及傳統書藝與現代水墨藝術，對於書法創作理念、美學品味產生啟發，進而投入具實驗性的書畫創作，以及書畫理論研究。

## 書法創作理念
黃智陽以現代書法創作為主，認為應以傳統書法技藝、文字內涵為基礎，彰顯書法藝術的根本。同時吸取當代藝術表現個人自覺性的觀念，結合多元媒材與展示場域的觀看性，激發書法藝術的各種可能。
此外，書法藝術雖由個別文字組成，但重視的是視覺整體效果，而書法家的學養與創作心境，皆透過書寫間傳達而出。書法的「神采」即由作品視覺效果與內在精神特質所構成。
黃智陽的作品融會傳統與現代書藝特質，多透過率性用筆、文字布局表現抽象視覺感染力，並書寫當代生活性的語彙，傳達思想內涵。畫面或配以小字排列，如同傳統題記、題跋文字，產生傳統與現代視覺經驗的交融。近年也嘗試跨域合作，與新媒體、流行音樂結合，使書法藝術有不同的呈現。

## 主要著作
黃智陽主要有以下著作
《光復五十年臺灣書法展專冊》執行編輯與撰文，何創時書法藝術基金會，1995
《認識書法藝術3草書》，國立臺灣藝術教育館，臺北，1997
《黃智陽書法集》，蕙風堂，臺北，1998
《黃智陽篆刻集》，蕙風堂，臺北，1998
《台灣藝術經典大系書法藝術卷4—吐故納新．承先啟後》，藝術家出版社，臺北，2006
《戰後（1945–2010）臺灣現代書法發展研究》，何創時書法藝術基金會，臺北，2011
《無礙—黃陽書法創作集》臺北，2014

## 展覽
歷年來舉辦的展覽如下：
2022「上善若水—八方新藝聯展」，臺中市港區藝術中心，臺中。
2021「常．常—2021黃陽書寫藝術」，青雲畫廊，臺北。
2020「臺灣彩墨袖珍雙年展」，國璽藝術，臺中。
2019「翰墨風神—書法瓷刻創作聯展」，臺華藝術中心，新北。
2018「無．形—水墨聯展」，青雲畫廊，臺北。
2018「移動．流動．傳動—當代書藝與身體動能展」，宜蘭美術館，宜蘭。
2016「激盪的對話—李建中、黃智陽當代水墨雙個展」，名冠藝術館，新竹。
2016「水墨相望—臺灣師範大學暨中國美術學院書畫教授作品聯展」，國立臺灣師範大學，臺北。
2015「愛— 2015-16傳統與實驗書藝雙年展」，高雄市立美術館，高雄。

## 作品典藏現況
國立臺灣美術館藏有1966「顧祖禹題畫詩」、1966「鯉躍龍門」作品
臺北市立美術館藏有1993「楷，行，隸，篆四屏」作品
國立中正紀念堂管理處藏有「心經隨想」作品